# سرخس پیازکی
سرخس پیازکی (نام علمی: Cystopteris bulbifera) نام یک گونه از سرده سرخس بادکنکی است.